# Рябых, Андрей Владимирович
Андре́й Влади́мирович Рябы́х (24 декабря 1978, Балашов, Саратовская область, СССР) — российский футболист, полузащитник крайний защитник.

## Карьера
Воспитанник балашовского футбола.
С 1998 по 2003 год выступал за энгельсскую «Искру». В августе 2003 года перешёл в саратовский «Сокол».
После вылета «Сокола» из Первого дивизиона перешёл в «Мордовию», которая в сезоне 2006 года вышла в Первый дивизион и дошла до 1/16 финала Кубка России. Однако в 2007 году клуб из Саранска занял 19-е место в первенстве и вновь опустился во Второй дивизион. В январе 2009 года вернулся в команду из Саратова, носившую в то время название «Сокол-Саратов».

## Достижения
- Бронзовый призёр Первого дивизиона: 2004
- Серебряный призёр зоны «Центр» Второго дивизиона: 2006
- Победитель первенства ПФЛ (зона «Центр»): 2013/14